# Pa'i Puku
Pa'i Puku (también conocido como Kilometro 160 o Teniente Primero Moisés Galeano Bueno) es una localidad paraguaya del Departamento de Presidente Hayes ubicada en el kilómetro 157 de la ruta PY09 "Transchaco", a unos 160 km de Asunción.
Administrativamente forma parte del municipio de Benjamín Aceval, ubicado a 116 km de distancia.

Ruta PY09 a su paso por la localidad.

La localidad en la actualidad posee unos 300 habitantes aproximadamente.

## Toponimia
Su nombre de Pa'i Puku (literalmente "padre alto" en idioma guaraní) es en honor a Piet Jacobus Shaw o Pedro Shaw (1925 - 1984) destacado misionero belga quien evangelizó a los indígenas y habitantes de esta zona del Chaco desde 1952, también abrió una escuela con internado en 1965, que sigue funcionando hoy en día, entre muchas obras más, por lo que recibió varios reconocimientos por parte del gobierno paraguayo y de la población local.
El nombre de Kilometro 160 hace referencia a la distancia que hay entre la localidad y la ciudad de Asunción, capital del país.
Su otro nombre de Teniente Primero Moisés Galeano Bueno es en homenaje al militar paraguayo del mismo nombre, quien el 28 de noviembre de 1960 fue muerto en un incidente contra el grupo guerrillero de extrema izquierda "Movimiento 14 de mayo" en la Estancia Palomares, Yhú, cerca del límite entre Caaguazú y Alto Paraná. El M14 tenía como objetivo derrocar al presidente Alfredo Stroessner e instaurar un gobierno comunista en el país, similar a como sucedió en Cuba con la revolución cubana.

## Geografía
Pa'i Puku se ubica en el kilómetro 157 de la ruta PY09, en el cruce con la ruta D088 "Ruta Ñ" que va a Fortín Caballero. Al noroeste, norte y noreste limita con Río Negro (km 173), al este con Puerto Teniente Fariña, al sureste y sur con Coronel Arturo Bray (km 134), al suroeste con Cabo Olivorio Talavera y al oeste con la Comunidad Indígena San José, respectivamente.
| Noroeste: Río Negro (km 173)       | Norte: Río Negro (km 173)         | Nordeste: Río Negro (km 173)          |
| Oeste: Comunidad Indígena San José |                                   | Este: Puerto Teniente Fariña          |
| Suroeste: Cabo Olivorio Talavera   | Sur: Coronel Arturo Bray (km 134) | Sureste: Coronel Arturo Bray (km 134) |

## Economía
Los Pukuenses se dedican mayormente a la ganadería, la agricultura, el comercio minorista y los servicios.

## Infraestructura
La localidad cuenta con una infraestructura escasa y deficiente, aunque se espera que esto mejore con la duplicación de la ruta PY09 en los próximos años.